# جهان خواهد لرزید
جهان خواهد لرزید (به انگلیسی: The World Will Tremble) یک فیلم درام تاریخی محصول سال ۲۰۲۵ به نویسندگی و کارگردانی لیور گلر با بازی الیور جکسون-کوهن و جرمی نویمارک جونز است. فیلم داستان واقعی تلاش برای فرار از اردوگاه مرگ خلمنو در طول جنگ جهانی دوم را روایت می‌کند.
این فیلم اولین نمایش جهانی خود را در جشنواره فیلم یهودی میامی در میامی، فلوریدا در ۱۶ ژانویه ۲۰۲۵ داشت و در ۱۴ مارس ۲۰۲۵ توسط ورتیکال انترتینمنت در ایالات متحده منتشر شد.

## داستان
- گروهی از زندانیان تلاش می‌کنند تا در طول جنگ جهانی دوم از اردوگاه مرگ خلمنو فرار کنند، اولین اردوگاه نازی‌های شناخته‌شده در طبیعت، با نقشه‌ای که از جنایات سیستماتیک انجام شده به جهان اطلاع دهند.[۷]
- داستان واقعی باورنکردنی و ناگفته در مورد اینکه چگونه گروهی از زندانیان برای ارائه اولین روایت شاهدان عینی از هولوکاست تلاش می‌کنند تا از اولین اردوگاه مرگ نازی‌ها فرار کنند.

## ساخت
لیور گلر، نویسنده و کارگردان، ده سال را صرف تحقیق در مورد اردوگاه مرگ خلمنو کرد و توسط مورخ دکتر نعما شیک از مرکز یادبود هولوکاست کمک گرفت.

## بازخوردها
- در وب‌سایت جمع‌آوری نقد راتن تومیتوز بر اساس رای ۱۲ منتقد سینما، با میانگین امتیاز ۷٫۴ از ۱۰ مثبت است.[۹]
- کیت گارلینگتون، منتقد سینما دربارهٔ این فیلم گفت: "فیلم گلر که ماهرانه با دقت و فوریت کار می‌کند، هم شهادتی قدرتمند و هم یک کیفرخواست دلخراش است که مستقیماً به وحشت نگاه نمی‌کند، اما از آن هم پنهان نمی‌شود. نتایج شگفت‌انگیز است.[۱۰]